# Lars Mathias Blank

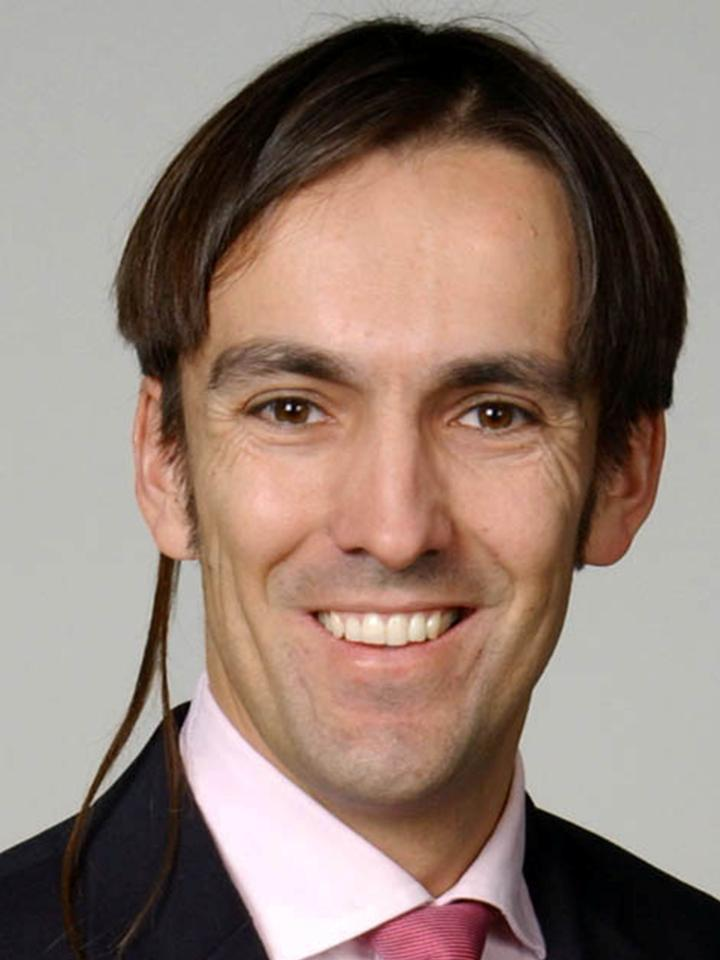
Lars Mathias Blank

Lars Mathias Blank (* 27. November 1969 in Hilden) ist ein deutscher Ingenieur, Biologe und Inhaber des Lehrstuhls für Angewandte Mikrobiologie an der RWTH Aachen.

## Werdegang
Blank studierte von 1990 bis 1997 Chemieingenieurwesen an der Technischen Universität Dortmund und von 1992 bis 1997 Biologie an der Ruhr-Universität Bochum. Während seiner Diplomarbeiten arbeitete er im Bereich des Metabolic Engineering in der Gruppe von E. T. Papoutsakis an der Northwestern University, IL, USA und an der Biogenese der Peroxisomen der Hefezellen in der Gruppe von W.-H. Kunau an der Ruhr-Universität Bochum. In der Zeit seines Ph.D. in der Gruppe von L. K. Nielsen an der University of Queensland, Australien (1998 bis 2002), entwickelte Blank einen kontinuierlichen Prozess für die Hyaluronsäure-Produktion mittels Milchsäurebakterien. Blank arbeitete ab 1999 als Gastwissenschaftler an Dänemarks technischer Universität (DTU, Lyngby). Von November 2004 bis Juni 2011 leitete Lars M. Blank die Gruppe Systembiologie am Lehrstuhl Biotechnik von Andreas Schmid an der TU Dortmund und war Forscher am Leibniz-Institut ISAS in Dortmund. Im Januar 2010 beendete er seine Habilitation. Seit dem 1. Juli 2011 ist Blank Professor für Angewandte Mikrobiologie an der RWTH Aachen.

## Arbeitsschwerpunkte
Blank konzentriert seine Forschung auf grundlegende und angewandte Aspekte des mikrobiellen Stoffwechsels.

## Publikationen
- Publikationsliste Lars Blank auf den Seiten der RWTH Aachen